# Damernas fristående i gymnastik vid olympiska sommarspelen 1996
Damernas fristående i gymnastik vid olympiska sommarspelen 1996 avgjordes den 21-29 juli i Georgia Dome.

## Medaljörer
| Gren       | Guld                      | Silver                 | Brons               |
| Fristående | Lilia Podkopajeva Ukraina | Simona Amânar Rumänien | Dominique Dawes USA |

## Resultat

### Kval
| Placering | Gymnast                 | Poäng  |
| --------- | ----------------------- | ------ |
| 1         | Kerri Strug (USA)*      | 19.662 |
| 2         | Lilia Podkopajeva (UKR) | 19.612 |
| 3         | Simona Amânar (ROU)     | 19.599 |
| 4         | Dominique Moceanu (USA) | 19.587 |
| 4         | Ji Liya (CHN)           | 19.587 |
| 6         | Gina Gogean (ROU)       | 19.562 |
| 7         | Dominique Dawes (USA)   | 19.537 |
| 8         | Mo Huilan (CHN)         | 19.525 |
| 8         | Elena Grosjeva (RUS)**  | 19.525 |
| 11        | Dina Kotjetkova (RUS)   | 19.462 |

### Final
| Placering | Gymnast                 | Poäng |
| --------- | ----------------------- | ----- |
|           | Lilia Podkopajeva (UKR) | 9.887 |
|           | Simona Amânar (ROU)     | 9.850 |
|           | Dominique Dawes (USA)   | 9.837 |
| 4         | Dominique Moceanu (USA) | 9.825 |
| 5         | Dina Kotjetkova (RUS)   | 9.800 |
| 6         | Mo Huilan (CHN)         | 9.700 |
| 7         | Gina Gogean (ROU)       | 9.662 |
| 8         | Ji Liya (CHN)           | 9.637 |